# Ольховец (Чортковский район)
Ольховец (укр. Вільховець) — село в Мельнице-Подольской поселковой общине Чортковского района Тернопольской области Украины.
До 2020 года входило в Борщёвский район.
Код КОАТУУ — 6120885701. Население по переписи 2001 года составляло 1663 человека.

## Географическое положение
Село Ольховец находится на левом берегу реки Днестр, в месте впадения в неё реки Ольховец. Выше по течению на расстоянии в 3 км расположен посёлок Мельница-Подольская, ниже по течению на расстоянии в 5 км расположено село Днестровое, на противоположном берегу — село Перебыковцы.

## История
- 1517 год — первое упоминание о селе.